# Alexander Domínguez
Pour les articles homonymes, voir Domínguez.
Alexander Domínguez Carabalí, ou simplement Alexander Domínguez, né le 5 juin 1987 à Tachina en Équateur, est un footballeur international équatorien au poste de gardien de but. Il évolue actuellement pour le club du LDU Quito.

## Biographie

### Équipe nationale
Alexander Domínguez est convoqué pour la première fois par le sélectionneur national Reinaldo Rueda pour un match amical face à la Colombie le 26 mars 2011 (défaite 2-0). 
Il fait partie de l'équipe équatorienne à la Copa América 2011 en Argentine. En juin 2014, le sélectionneur Reinaldo Rueda annonce que Alexander Domínguez est retenu dans la liste des 23 joueurs pour jouer la Coupe du monde 2014 au Brésil. Dominguez y jouera les trois matchs de l'Équateur et s'illustrera notamment lors du dernier match de l'Équateur face à la France, où les Équatoriens iront arracher le nul (0-0). Dominguez sera élu meilleur joueur du match à l'issue de la rencontre, mais l'Équateur ne passera pas la phase de poules. 
Le 14 novembre 2022, il est sélectionné par Gustavo Alfaro pour participer à la Coupe du monde 2022.

## Statistiques
| Saison                | Club                  | Championnat           | Championnat | Championnat | Coupe(s) nationale(s) | Coupe(s) nationale(s) | Compétition(s) continentale(s) | Compétition(s) continentale(s) | Compétition(s) continentale(s) | Supercoupe CONMEBOL | Supercoupe CONMEBOL | Total | Total |
| Saison                | Club                  | Division              | M.          | B.          | M.                    | B.                    | Comp.                          | M.                             | B.                             | M.                  | B.                  | M.    | B.    |
| 2006                  | LDU Quito             | Serie A               | 1           | 0           | -                     | -                     | -                              | -                              | -                              | -                   | -                   | 1     | 0     |
| 2007                  | LDU Quito             | Serie A               | 17          | 0           | -                     | -                     | -                              | -                              | -                              | -                   | -                   | 17    | 0     |
| 2008                  | LDU Quito             | Serie A               | 14          | 0           | -                     | -                     | -                              | -                              | -                              | -                   | -                   | 14    | 0     |
| 2009                  | LDU Quito             | Serie A               | 24          | 0           | -                     | -                     | CL+CS                          | 2+10                           | 0                              | 2                   | 0                   | 38    | 0     |
| 2010                  | LDU Quito             | Serie A               | 38          | 0           | -                     | -                     | -                              | -                              | -                              | 1                   | 0                   | 39    | 0     |
| 2011                  | LDU Quito             | Serie A               | 34          | 0           | -                     | -                     | CL+CS                          | 8+11                           | 0                              | -                   | -                   | 53    | 0     |
| 2012                  | LDU Quito             | Serie A               | 43          | 0           | -                     | -                     | -                              | -                              | -                              | -                   | -                   | 43    | 0     |
| 2013                  | LDU Quito             | Serie A               | 40          | 0           | -                     | -                     | CL                             | 2                              | 0                              | -                   | -                   | 42    | 0     |
| 2014                  | LDU Quito             | Serie A               | 26          | 0           | -                     | -                     | -                              | -                              | -                              | -                   | -                   | 26    | 0     |
| 2015                  | LDU Quito             | Serie A               | 39          | 0           | -                     | -                     | CS                             | 6                              | 0                              | -                   | -                   | 45    | 0     |
| 2016                  | LDU Quito             | Serie A               | 13          | 0           | -                     | -                     | CL                             | 5                              | 0                              | -                   | -                   | 18    | 0     |
| Sous-total            | Sous-total            | Sous-total            | 289         | 0           | 0                     | 0                     | -                              | 44                             | 0                              | 3                   | 0                   | 336   | 0     |
| 2016                  | Monterrey             | Apertura 2016         | 6           | 0           | -                     | -                     | LC                             | 3                              | 0                              | -                   | -                   | 9     | 0     |
| Sous-total            | Sous-total            | Sous-total            | 6           | 0           | 0                     | 0                     | -                              | 3                              | 0                              | 3                   | 0                   | 12    | 0     |
| Total sur la carrière | Total sur la carrière | Total sur la carrière | 225         | 0           | 0                     | 0                     | -                              | 33                             | 0                              | 3                   | 0                   | 261   | 0     |

### En sélection nationale
| Saison                | Sélection             | Phases finales          | Phases finales | Phases finales | Éliminatoires CDM | Éliminatoires CDM | Matchs amicaux | Matchs amicaux | Total | Total |
| Saison                | Sélection             | Compétition             | M              | B              | M                 | B                 | M              | B              | M     | B     |
| --------------------- | --------------------- | ----------------------- | -------------- | -------------- | ----------------- | ----------------- | -------------- | -------------- | ----- | ----- |
| 2010-2011             | Équateur              | Copa América 2011       | 0              | 0              | -                 | -                 | 1              | 0              | 1     | 0     |
| 2011-2012             | Équateur              | -                       | -              | -              | 2                 | 0                 | 1              | 0              | 3     | 0     |
| 2012-2013             | Équateur              | -                       | -              | -              | 7                 | 0                 | 2              | 0              | 9     | 0     |
| 2013-2014             | Équateur              | Coupe du monde 2014     | 3              | 0              | 3                 | 0                 | 2              | 0              | 8     | 0     |
| 2014-2015             | Équateur              | Copa América 2015       | 3              | 0              | -                 | -                 | 6              | 0              | 9     | 0     |
| 2015-2016             | Équateur              | Copa América Centenario | 3              | 0              | 5                 | 0                 | 2              | 0              | 10    | 0     |
| 2016-2017             | Équateur              | -                       | -              | -              | 2                 | 0                 | -              | -              | 2     | 0     |
| 2017-2018             | Équateur              | -                       | -              | -              | -                 | -                 | 0              | 0              | 0     | 0     |
| 2018-2019             | Équateur              | Copa América 2019       | 3              | 0              | -                 | -                 | 7              | 0              | 10    | 0     |
| 2020-2021             | Équateur              | Copa América 2021       | 0              | 0              | 6                 | 0                 | 1              | 0              | 7     | 0     |
| 2021-2022             | Équateur              | -                       | -              | -              | 4                 | 0                 | 3              | 0              | 7     | 0     |
| 2022-2023             | Équateur              | Coupe du monde 2022     | 0              | 0              | -                 | -                 | 3              | 0              | 3     | 0     |
| 2023-2024             | Équateur              | Copa América 2024       | 4              | 0              | 2                 | 0                 | 3              | 0              | 9     | 0     |
| Total sur la carrière | Total sur la carrière | Total sur la carrière   | 16             | 0              | 31                | 0                 | 31             | 0              | 78    | 0     |

## Palmarès

### En club
- Avec le LDU Quito :
  - Champion d'Équateur en 2007 et 2009
  - Vainqueur de la Copa Libertadores en 2008
  - Vainqueur de la Copa Libertadores en 2009
  - Vainqueur de la Recopa Sudamericana en 2009 et 2010